# 엔비디아 옴니버스
엔비디아 옴니버스(Nvidia Omniverse)는 엔비디아가 만든 실시간 3D 그래픽 협업 플랫폼이다. 이 플랫폼은 시각 효과 및 "디지털 트윈" 산업 시뮬레이션 분야에서 사용되고 있다. 옴니버스는 Universal Scene Description (USD) 형식을 광범위하게 사용한다.

## 같이 보기
- 메타버스